# غراهام شو (لاعب كرة قدم أيرلندي)
غراهام شو (بالإنجليزية: Graham Shaw)‏ هو لاعب هوكي الحقل ولاعب كرة قدم أيرلندي، ولد في 1979.